# Campionat d'escacs de Costa Rica
El Campionat d'escacs de Costa Rica és torneig d'escacs per decidir el campió nacional d'escacs anual de Costa Rica. La primera edició va ser jugada el 1927.

## Quadre d'honor masculí
| Nr | Any  | Guanyador                 |
| -- | ---- | ------------------------- |
| 1  | 1927 | Rómulo Sala               |
| 2  | 1930 | Juan José Loria           |
| 3  | 1937 | Carlos M. Valverde        |
| 4  | 1938 | Joaquín Gutiérrez         |
| 5  | 1939 | Joaquín Gutiérrez         |
| 6  | 1940 | Carlos M. Valverde        |
| 7  | 1941 | Carlos M. Valverde        |
| 8  | 1942 | Carlos M. Valverde        |
| 9  | 1943 | Joaquín Gutiérrez         |
| 10 | 1944 | Joaquín Gutiérrez         |
| 11 | 1945 | Carlos M. Valverde        |
| 12 | 1946 | Antonio Rojas             |
| 13 | 1947 | Rogelio Sotela            |
| 14 | 1948 | Jaime Soley               |
| 15 | 1949 | Rogelio Sotela            |
| 16 | 1950 | Rogelio Sotela            |
| 17 | 1951 | Rogelio Sotela            |
| 18 | 1952 | Ricardo Charpentier       |
| 19 | 1953 | Ricardo Charpentier       |
| 20 | 1954 | Ricardo Charpentier       |
| 21 | 1955 | Ricardo Charpentier       |
| 22 | 1956 | Ricardo Charpentier       |
| 23 | 1957 | Ricardo Charpentier       |
| 24 | 1958 | Ricardo Charpentier       |
| 25 | 1959 | Ricardo Charpentier       |
| 26 | 1960 | Pablo Amighetti           |
| 27 | 1961 | José Ma. Soto             |
| 28 | 1962 | Walter Camp               |
| 29 | 1963 | Pablo Amighetti           |
| 30 | 1964 | Samuel Li Chen            |
| 31 | 1965 | Fernando Montero          |
| 32 | 1966 | Fernando Montero          |
| 33 | 1968 | Alfonso Morales           |
| 34 | 1969 | Jorge Van der Laat        |
| 35 | 1970 | Fernando Aguilar          |
| 36 | 1971 | Fernando Aguilar          |
| 37 | 1972 | Juan León Jiménez         |
| 38 | 1973 | Jaime Vaglio              |
| 39 | 1974 | Fernando Montero          |
| 40 | 1975 | Juan León Jiménez         |
| 41 | 1976 | Jaime Vaglio              |
| 42 | 1977 | Juan León Jiménez         |
| 43 | 1978 | Juan León Jiménez         |
| 44 | 1979 | William Charpentier       |
| 45 | 1980 | William Charpentier       |
| 46 | 1981 | William Charpentier       |
| 47 | 1982 | Eduardo Piza              |
| 48 | 1983 | Alexis Vargas             |
| 49 | 1984 | Francis Mayland           |
| 50 | 1985 | William Charpentier       |
| 51 | 1986 | Jaime Vaglio              |
| 52 | 1987 | William Charpentier       |
| 53 | 1989 | William Charpentier       |
| 54 | 1990 | Bernal González Acosta    |
| 55 | 1991 | Bernal González Acosta    |
| 56 | 1992 | Sergio Minero             |
| 57 | 1993 | Bernal González Acosta    |
| 58 | 1994 | Alexis Murillo Tsijli     |
| 59 | 1995 | Bernal González Acosta    |
| 60 | 1996 | Bernal González Acosta    |
| 61 | 1997 | Alexis Murillo Tsijli     |
| 62 | 1998 | Leonardo Valdés           |
| 63 | 1999 | Sergio Minero             |
| 64 | 2000 | Bernal González Acosta    |
| 65 | 2001 | Bernal González Acosta    |
| 66 | 2002 | Leonardo Valdés           |
| 67 | 2003 | Bernal González Acosta    |
| 68 | 2004 | Sergio Minero             |
| 69 | 2005 | Bernal González Acosta    |
| 70 | 2006 | Bernal González Acosta    |
| 71 | 2007 | Leonardo Valdés           |
| 72 | 2008 | Bernal González Acosta    |
| 73 | 2009 | Mauricio Arias Santana    |
| 74 | 2010 | Bernal González Acosta    |
| 75 | 2011 | Bernal González Acosta    |
| 76 | 2012 | Leonardo Valdés           |
| 77 | 2013 | Bernal González Acosta[1] |
| 78 | 2014 | Alexis Murillo Tsijli     |
| 79 | 2015 | Sergio Minero Pineda      |
| 80 | 2016 | Bernal Gonzalez Acosta    |
| 81 | 2017 | Jorge Baules              |
| 82 | 2018 | Mauricio Arias Santana    |
| 83 | 2019 | Sergio Duran Vega         |
| 84 | 2020 | Sergio Minero Pineda      |
| 85 | 2021 |                           |
| 86 | 2022 | Leonardo Valdes Romero    |
| 87 | 2023 | Emmanuel Jimenez          |

## Quadre d'honor femení
| Nr | Any  | Guanyadora[2]                                                        |
| -- | ---- | -------------------------------------------------------------------- |
| 1  | 1938 | Rosalía Escalante de Serrano                                         |
| 2  | 1977 | Emma Hernández                                                       |
| 3  | 1989 | Natalia Chaves Quiros                                                |
| 4  | 1990 | Laura Granados Herrera en el desempat (2.5–1.5) contra Silvia Arroyo |
| 5  | 1991 | Laura Granados Herrera                                               |
| 6  | 1992 | Natalia Chaves Quiros                                                |
| 7  | 1993 | Karla Ramírez Jimenez en el desempat (2–0) contra Adela Navarro      |
| 8  | 1994 | Meylin Villegas Loaiza                                               |
|    | 1995 | cancel·lat[3]                                                        |
| 9  | 1996 | Karla Ramírez Jimenez                                                |
| 10 | 1997 | Meylin Villegas Loaiza                                               |
| 11 | 1998 | Meylin Villegas Loaiza                                               |
| 12 | 1999 | Meylin Villegas Loaiza                                               |
| 13 | 2000 | Meylin Villegas Loaiza                                               |
| 14 | 2001 | Carolina Muñoz Solis                                                 |
| 15 | 2002 | Sofia Lowsky                                                         |
| 16 | 2003 | Meylin Villegas Loaiza                                               |
| 17 | 2004 | Carolina Muñoz Solis                                                 |
| 18 | 2005 | Carla da Bosco Solano Arreola                                        |
| 19 | 2006 | Carla da Bosco Solano Arreola                                        |
| 20 | 2007 | Shirley Trejos Perez                                                 |
| 21 | 2008 | Shirley Trejos Perez                                                 |
| 22 | 2009 | Carolina Muñoz Solis                                                 |
| 23 | 2010 | Carolina Muñoz Solis                                                 |
| 24 | 2011 | Carolina Muñoz Solis                                                 |
| 25 | 2012 | Olga Gamboa Alvarado                                                 |
| 26 | 2013 | Olga Gamboa Alvarado                                                 |
| 27 | 2014 | Maria Rodriguez Arrieta                                              |
| 28 | 2015 | Olga Gamboa Alvarado                                                 |
| 29 | 2016 | Maria Rodriguez Arrieta                                              |
| 30 | 2017 | Maria Rodriguez Arrieta                                              |
| 31 | 2018 | Thais Castillo Morales                                               |
| 32 | 2019 | Tania Hernandez                                                      |
| 33 | 2022 | Tania Hernandez                                                      |
| 34 | 2023 | Kristel Diaz                                                         |
| 35 | 2024 | Kristel Diaz                                                         |